# Freddy Sarens
Freddy Sarens (Dendermonde, 13 maart 1946) is een Belgisch politicus van de CVP en vervolgens de CD&V.

## Levensloop
Sarens, socioloog van opleiding, trouwde met Maria De Cock. Ze kregen een zoon en een dochter. Hij werd van 1971 tot 1973 personeelsdirecteur bij de coöperatieve apotheek SV Escapo en daarna leraar filosofie en sociologie.
Hij werd politiek actief voor de CVP en daarna CD&V. Van 1976 tot 1979 was hij secretaris van de CVP-afdeling van Sint-Amands en van 1978 tot 1982 was hij voorzitter van de plaatselijke afdeling van het Instituut voor Politieke Vorming. 
Sarens was lid van de Kamer van volksvertegenwoordigers van 1987 tot 1995 voor het arrondissement Mechelen. In de periode februari 1988-mei 1995 had hij als gevolg van het toen bestaande dubbelmandaat ook zitting in de Vlaamse Raad. De Vlaamse Raad was vanaf 21 oktober 1980 de opvolger van de Cultuurraad voor de Nederlandse Cultuurgemeenschap, die op 7 december 1971 werd geïnstalleerd, en was de voorloper van het huidige Vlaams Parlement.
Bij de eerste rechtstreekse verkiezingen voor het Vlaams Parlement van 21 mei 1995 werd hij verkozen in de kieskring Mechelen-Turnhout. Ook na de volgende Vlaamse verkiezingen van 13 juni 1999 bleef hij Vlaams Parlementslid tot juni 2004. Sinds 11 oktober 2004 mag hij zich ere-Vlaams volksvertegenwoordiger noemen. Die eretitel werd hem toegekend door het Bureau (dagelijks bestuur) van het Vlaams Parlement.
Tevens was hij van 1991 tot 1995 lid van de Vergadering van de West-Europese Unie, van de Parlementaire Vergadering van de Raad van Europa en ook nog van 1996 tot 2002 plaatsvervangend lid van het Comité van de Regio's.
Sarens was ook politiek actief in de gemeente Sint-Amands. Hij werd er van 1977 tot 2012 gemeenteraadslid, van 1983 tot 2006 schepen en van 2007 tot 2012 burgemeester.
Hij was verder nog lid van de raad van bestuur van het Vlaams Vredesinstituut en voorzitter van de raad van bestuur van het Agentschap voor Geografische Informatie Vlaanderen (Agiv).